# Rolf Köttel
Rolf Köttel (* 12. Oktober 1938) ist ein ehemaliger deutscher Fußballspieler. Für die TSG Ulm 1846 und den SSV Reutlingen 05 lief er in der Oberliga Süd auf und bestritt dabei insgesamt 59 Erstligaspiele, in denen er 18 Treffer erzielte.

## Sportlicher Werdegang
Köttel entstammt dem SC Geislingen, mit dem er ab Mitte der 1950er in der 1. Amateurliga Württemberg spielte. Nachdem sich der Klub dort lange Zeit nur im hinteren Mittelfeld platziert hatte, gelang in der Spielzeit 1958/59 vor Vorjahresmeister Union Böckingen, der im direkten Duell am vorletzten Spieltag besiegt wurde, die württembergische Amateurmeisterschaft. In der Aufstiegsrunde zur II. Division kassierte die Mannschaft zwar nur eine Niederlage in vier Spielen, blieb aber auch ohne eigenen Sieg und verpasste mit zwei Punkten Rückstand auf die beiden Aufsteiger FC Singen 04 und SpVgg Bayreuth den Aufstieg in die Zweitklassigkeit.
Köttel hatte jedoch höherklassig auf sich aufmerksam gemacht, der „Nachbarklub“ TSG Ulm 1846 holte ihn in die Oberliga. Dort lief der Offensivspieler an der Seite von unter anderem Hans Faltermeier, Manfred Paul, Hermann Gorniak, Helmut Zatopek, Manfred Ruoff sowie den Deißler-Brüdern Rolf und Ortwin bis zum Abstieg der „Spatzen“ 1961 zwei Spielzeiten auf und erzielte in 50 Partien 16 Tore, seine elf Saisontore in der Spielzeit 1960/61 reichten dabei nicht zum Klassenerhalt. Anschließend zog er zum Ligakonkurrenten SSV Reutlingen 05 weiter, bei dem er zwei Tore in neun Erstligaspielen seiner Karrierestatistik hinzufügte.